# Megalagrion adytum
Megalagrion adytum är en trollsländeart som först beskrevs av Robert Cyril Layton Perkins 1899.
Megalagrion adytum ingår i släktet Megalagrion och familjen dammflicksländor. IUCN kategoriserar arten globalt som livskraftig. Inga underarter finns listade i Catalogue of Life.